# Jean-Paul Mathieu
Jean-Paul Mary Mathieu (* 23. August 1940 in Hadol) ist ein französischer Geistlicher und emeritierter römisch-katholischer Bischof von Saint-Dié.

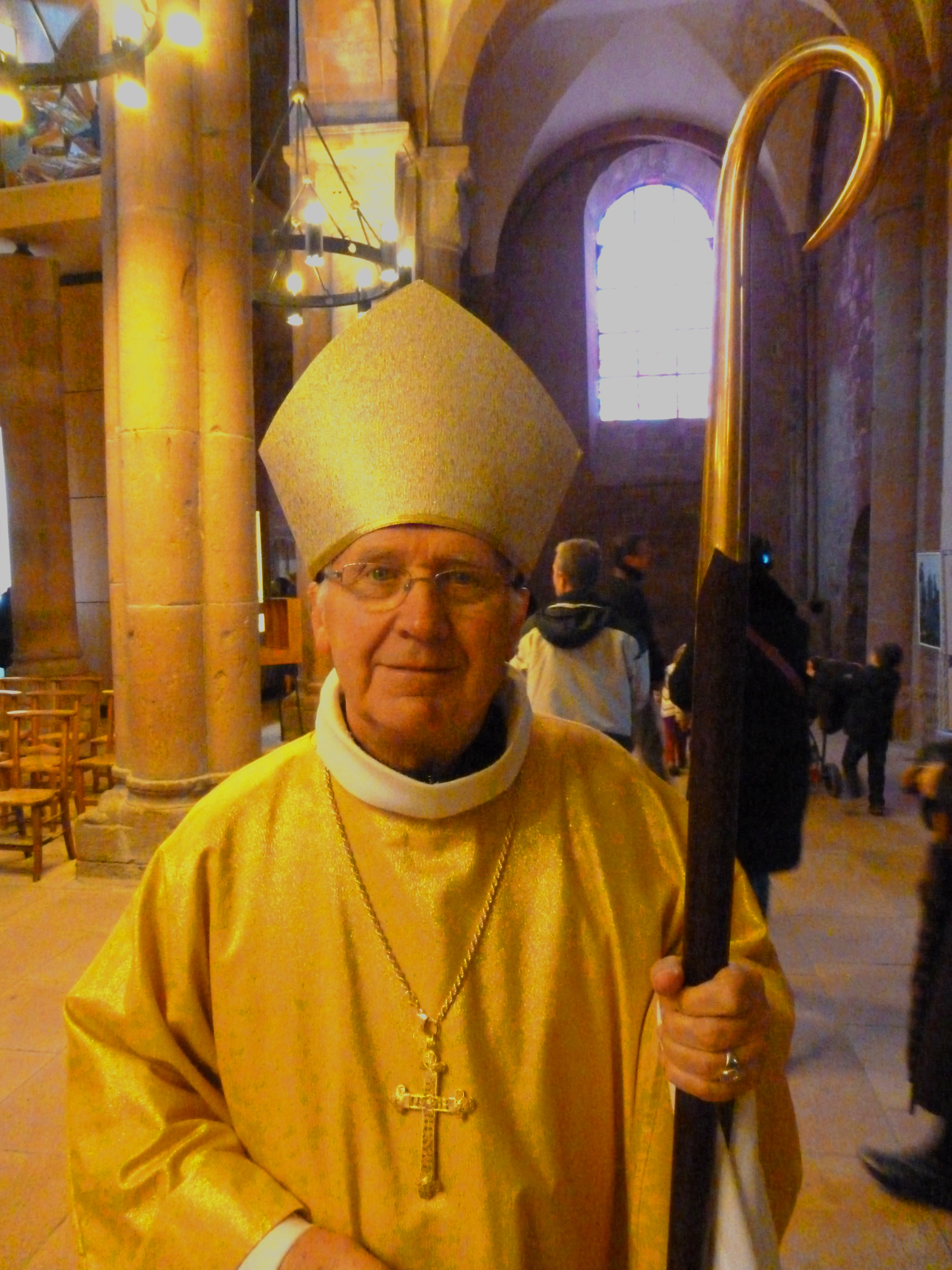
Jean-Paul Mathieu im November 2013

## Leben
Jean-Paul Mary Mathieu empfing am 11. April 1966 die Priesterweihe.
Papst Benedikt XVI. ernannte ihn am 14. Dezember 2005 zum Bischof von Saint-Dié. Der Erzbischof von Besançon, André Jean René Lacrampe IdP, spendete ihm am 22. Januar des nächsten Jahres die Bischofsweihe; Mitkonsekratoren waren Paul-Marie Joseph André Guillaume, Altbischof von Saint-Dié, und Armand Maillard, Bischof von Laval.
Papst Franziskus nahm am 15. Juni 2016 seinen altersbedingten Rücktritt an.